# ICQ
ICQ (på engelska homofon till I seek you, ”jag söker dig”) är ett program för att skicka direktmeddelanden (IM, Instant Messages) till internetanvändare som man har inlagda i en kontaktlista. Programmet byggdes av Arik Vardi, Yair Goldfinger, Sefi Vigiser och Amnon och deras israeliska företag Mirabilis. ICQ lanserades år 1996, 1998 köptes Mirabilis upp av America Online ("AOL") för 407 miljoner dollar och år 2010 av ryska Mail.Ru Group (numera vid namn VK). Själva protokollet ICQ använder sig av för att skicka meddelanden heter OSCAR.
Det finns idag många fler program för ICQ-nätverket än det som utvecklats av Mirabilis och AOL. Några exempel på alternativa klienter är Miranda IM, Pidgin, Adium och Licq.
Under en period i slutet av 1990-talet var ICQ ledande inom direktmeddelanden sett till antalet användare och 2001 nådde tjänsten sin topp med över 100 miljoner användare. Man passerades sedan av Microsofts Live Messenger innan den konkurrerades ut av Skype, och den öppna standarden XMPP/Jabber som tillåter chatt mellan olika chattnätverk och används av bland annat Google Talk och Facebook Chat (delvis). ICQ har fortsatt att vara stort i Ryssland och sedan 2010 har tjänsten ryska ägare. År 2014 var första året sedan det tidiga 00-talet som ICQ ökade i antalet användare, främst tack vare en ny smartphoneapp.
Användare av ICQ identifieras genom en sifferkod som tidigare kallades för UIN ("Universal Internet Number") men som Mirabilis senare valde att bara kalla för ICQ#.

## Nedläggning
Den 24 maj 2024 meddelade den nuvarande ägaren VK på webbplatsen icq.com att ICQ-tjänsten kommer att stängas den 26 juni 2024.